# SAE J1772
SAE J1772 (també connector tipus 1 segons IEC) és un estàndard de connectors elèctrics per a vehicles elèctrics realitzat per l'organització SAE
International. Fa referència a aspectes físics, protocol de comunicacions i requisits tècnics per a la càrrega de les bateries de vehicles elèctrics. L'objectiu és crear una plataforma comuna entre els diferents fabricants de vehicles i d'infraestructura de càrrega.

## Història
- 2001, General Motors Corp. es basa en l'especificació J1772 en els seus vehicles elèctrics.
- 2009, creació de la norma J1772 i aprovació segons l'organització UL. També hi participen els fabricants Smart, Chrysler, GM, Ford, Toyota, Honda, Nissan, i Tesla.
- 2009, s'inclou l'especificació J1772 dins la norma internacional IEC 62196 en la part 2.

Fig.2 Terminals de connector J1772 (EUA i Japó), mode AC de càrrega lenta

## Propietats
- Connector: existeixen dos models de connector, el connector de càrrega lenta que té 5 terminals i el connector de càrrega ràpida que en té 7. El connector de 5 terminals està format per 2 terminals AC, 1 terminal de terra, 1 terminal de detecció de proximitat (moviment del vehicle) i 1 terminal de pilot de control (bus de comunicació). Vegeu Fig.2 El connector de 7 terminals té dues vies addicionals de potència DC. Vegeu Fig.3 Ambdós connectors estan dissenyats amb esperança de vida de 10.000 maniobres de connexió/desconnexió.[3]
- Modes de Càrrega: l'estàndard J1772 té diferents modes de càrrega:

|             | Voltatge | Fase      | Corrent de pic          | Potència         |
| ----------- | -------- | --------- | ----------------------- | ---------------- |
| AC nivell 1 | 120 V    | Monofasic | 16 A                    | 1.92 kW          |
| AC nivell 2 | 240 V    | Trifàsic  | 32 A (2001) 80 A (2009) | 7.68 kW 19.20 kW |
| DC nivell 1 | 200–450  | -         | 80 A                    | 36 kW            |
| DC nivell 2 | 200–450  | -         | 200 A                   | 90 kW            |
| DC nivell 3 | 200–450  | -         | 400 A                   | 240 kW           |

Fig.3 Terminals de connector J1772 (EUA i Japó), mode DC de càrrega ràpida

Comunicacions Estació Base i Vehicle elèctric: SAE proposa el 2012 la tecnologia PLC com a sistema de comunicacions, concretament el protocol IEEE 1901.

## Vehicles amb J1772
Als EUA i data de març del 2017:
- Chevrolet VOlt
- Nissan Leaf
- Mitshubishi i-MiEV
- Toyota Prius Plug-in Hybrid
- Smart electric drive
- Kia Soul EV